# Rață sulițar

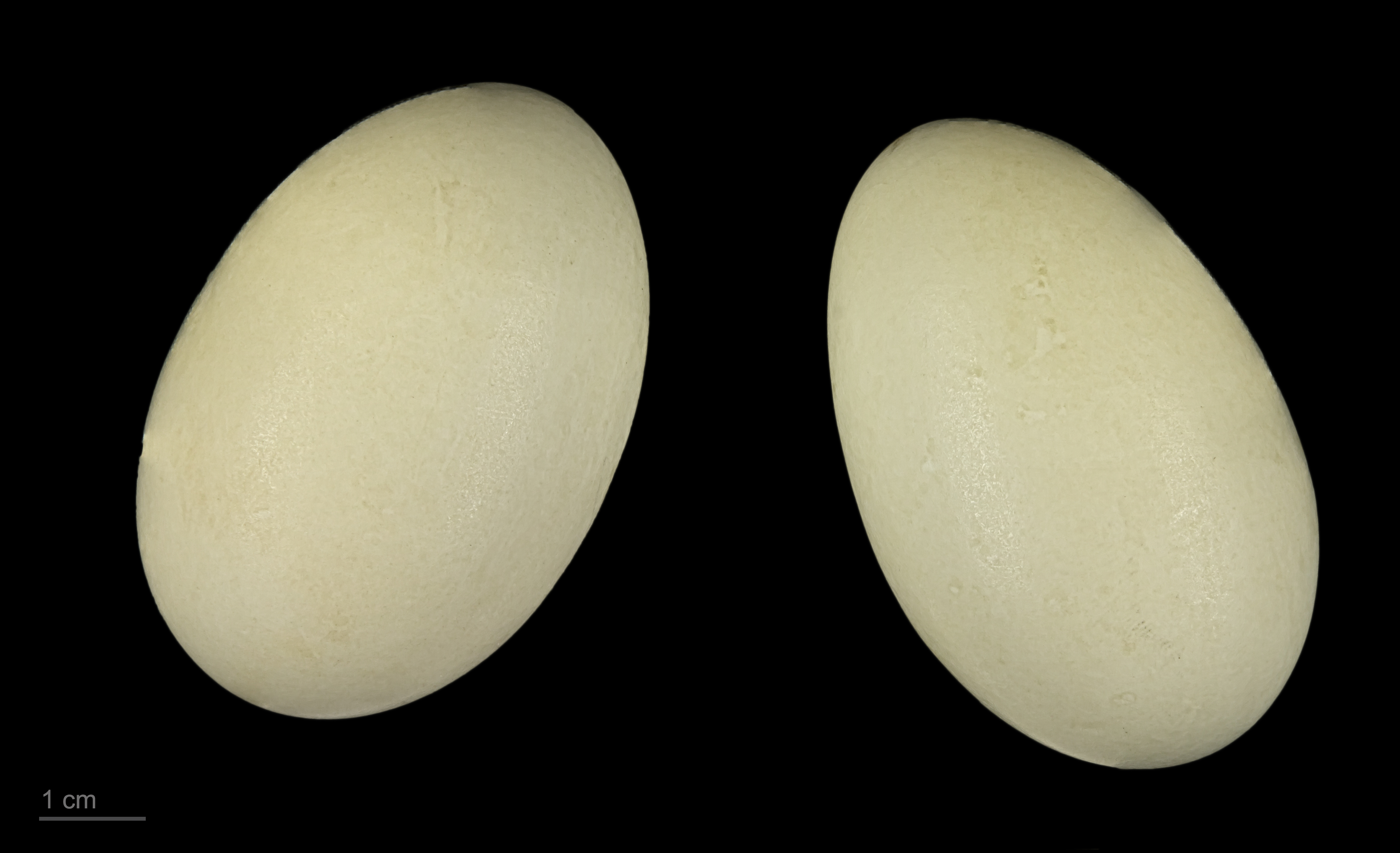
Anas acuta - MHNT

Rața sulițar (Anas acuta) este o specie de rață anseriformă din genul Anas, ce atinge 55 de cm. Este o pasăre migratoare, întâlnită în Europa Centrală și de Nord, Siberia și America de Nord. În România este oaspete de primăvară și toamnă. 